# Sân bay Ái Huy Hắc Hà
Sân bay Hắc Hà nằm ở Hắc Hà, Hắc Long Giang, Trung Quốc (IATA: HEK, ICAO: ZYHE).

## Hãng hàng không và điểm đến
- Spring Airlines (Cáp Nhĩ Tân, Tam Á)
- Shandong Airlines (Cáp Nhĩ Tân, Tế Nam)
- China Southern Airlines (Bắc Kinh - Thủ đô, Cáp Nhĩ Tân)